# Journal de Paris
Le Journal de Paris ou Poste de Paris ou encore Poste du soir est le premier quotidien français. Il parut de 1777 à 1840, puis de 1867 à 1876, et finalement de 1880 à 1894.

## Histoire
Fondé par Antoine-Alexis Cadet de Vaux, Jean Romilly, Olivier de Corancez et Louis d'Ussieux sur le modèle du London Evening Post, il paraît du 1er janvier 1777 au 17 mai 1840. Il était vendu à deux sous et distribué chaque matin entre sept et dix heures AM. Il était considéré comme très abordable et se distinguait des autres journaux.Il est édité par Quillau, au format in-4° (format courant des livres à l'époque).
En 1787, Louis d'Ussieux revend la moitié de sa part dans le privilège du journal.
De 1777 à 1785, le journal est édité rue du Four-Saint-Honoré puis à partir de cette date rue Plâtrière
Le journal couvre l'actualité littéraire, signale les spectacles du soir, relate quelques faits divers parisiens et des anecdotes sur des personnages en vue. Il donne également des informations pratiques telles que les prévisions météorologiques, la hauteur de la Seine et les résultats de la loterie. Jean Tulard souligne l'existence de la rubrique « Nouvelles de la maladie des personnes dont la santé intéresse le public ».
Répondant à une réelle demande du public, le quotidien rencontra immédiatement un grand succès ; en 1790, il est tiré à 12 000 exemplaires.
Lors de la Révolution française, les articles politiques se développent et influent sur la vie du journal. Ses comptes rendus des assemblées sont reconnus parmi les meilleurs mais les Montagnards qui le jugent dangereux mettent ses ateliers d'imprimerie à sac dans la journée du 10 août 1792. Le quotidien ne reprend ses publications que le 1er décembre de la même année.
Il absorbe le Courier de l'Europe en 1811. Il devient le porte-parole officiel du gouvernement de Charles X.
Un Journal de Paris a brièvement existé en 1863-1864. Publié par l'administration du Petit Journal, il a cédé la place au Journal illustré.
Le titre fut repris de 1867 à 1876 (quotidien orléaniste), puis de nouveau de 1880 à 1894 (hebdomadaire). Journal de Paris sera légitimiste de 1883 à 1891, puis sera revendu à un groupe républicain, qui reprendra la numérotation du quotidien créé en 1777.

## Disponibilité
- Une collection complète du journal est disponible à la Bibliothèque royale de Belgique, cote II 50.097 A.